# Jon Erice
Ion 'Jon' Erice Domínguez (ur. 3 listopada 1986 w Pampelunie) – hiszpański piłkarz występujący na pozycji pomocnika w Albacete Balompié.